# 北方舰队联合战略司令部
北方舰队联合战略司令部（俄语：Объединённое стратегическое командование «Северный флот»）是俄罗斯联邦武装力量的五大军区之一，其管辖范围主要在俄国欧洲部分和北冰洋。
北方舰队联合战略司令部于2014年12月1日，由西部军区中分离成立，最初是俄罗斯唯一的联合军事指挥部，为俄罗斯海军的北方舰队提供更大的自治权。司令部与军区地位相同，并计划与中央军区和东部军区合作发展成一个完整的军区，集中精力肩负起对俄罗斯北极地区领土的所有军事责任。 
北方舰队联合战略司令部包括4个俄罗斯联邦主体：阿尔汉格尔斯克州、科米共和国、摩尔曼斯克州、涅涅茨自治区。此外，该司令部包含了北冰洋中大部分俄罗斯岛屿，包括那些不在上述联邦主体的岛屿。
北方舰队联合战略司令部总部位于北莫尔斯克，其现任指挥官是海军上将尼古拉·埃夫梅诺夫，他自2016年4月6日起担任该职位。

## 基地
苏联最后使用的几个岛屿上的机场和港口将重新开放：新西伯利亚群岛（科捷利内岛）的'临时航空基地'，新地岛的罗格切沃空军基地和法兰士约瑟夫地群岛的纳古斯科耶空军基地。在弗兰格尔岛上新建的海军基地也将启用。
此外，北极圈陆地部分至少有七个机场将开放或重新开放，萨哈共和国季克西预计将容纳大部分北极地区的空军。其他陆地机场包括Naryan-Mar机场，靠近诺里尔斯克市的阿里克尔机场以及位于楚科奇自治区的密斯施密塔和乌戈尔尼机场。

## 作战单位

### 海军
据报道，截至2015年1月7日，北方舰队司令设想了一系列协调改进措施，包括分配给巡航船只的潜艇水下作战任务。俄罗斯军队总参谋长瓦列里·格拉西莫夫还表示，将在2015年为在北极地区服兵役的军人建立一个专门的培训中心。

### 陆军
该司令部包括两个北极机动步兵旅，包括俄罗斯陆军第200独立摩托化步兵旅和第80独立摩托化步兵旅（阿拉库尔季）。
该旅负责完成海岸巡逻任务，保护北海和北冰洋沿岸领土，支持和护送沿北海航线航行的船只，并展示俄罗斯在北极的军事存在。
根据俄罗斯陆军总司令奥列格·萨柳科夫上将的说法，2014年10月，第200独立北极摩托化步兵旅在挪威边境附近的摩尔曼斯克州成立，第80独立摩托化步兵旅于2015年1月成立，并驻扎在亚马尔-涅涅茨自治区。

#### 战斗序列
- 第14军
  - 军总部
  - 第61海军步兵旅（英语：61st Naval Infantry Brigade (Russia)）（斯普特尼克（英语：Sputnik, Murmansk Oblast））
  - 第80北极独立摩托化步兵旅
  - 俄罗斯陆军第200独立摩托化步兵旅（佩琴加区，摩尔曼斯克州）
  - 第536舰队独立海岸防卫导弹炮兵旅（斯涅日诺戈尔斯克）
  - 第516舰队信号部队（北莫尔斯克）
  - 第180海军工程营

### 空中和防空部队
据信防空部队由铠甲-S1导弹和炮兵系统组成，这些系统已于2014年在新西伯利亚群岛的科捷利内岛上执勤。同时也有计划在该地区部署中远程和远程防空系统。
指挥部下辖第1空军和防空司令部、第1防空和空间防御旅，包括第531、第583和第1258防空团，第331和第332无线电技术团，以及驻扎在摩尔曼斯克、楚科奇自治区和阿尔汉格尔斯克州该部队的其他部队。空军总司令维克多·邦达列夫在接受采访时表示，2017年季克西机场综合体将投入使用，并将进驻升级的米格-31截击机。
2016年1月，国防部长谢尔盖·绍伊古宣布，北方舰队第45航空防空军（俄语：45-яармияВВСиПВОСеверногофлота）已于2015年12月成立